# Nana (アプリ)
nana（ナナ）は、株式会社nana musicが運営する音楽を中心としたソーシャル・ネットワーキング・サービスである。

## 概要
2012年8月にサービス開始。サービス名は、「ハミングの響き」に由来する。他のユーザーの歌唱や演奏に、自らの歌唱や演奏を重ねる形でアップロードするコラボレーション機能に特徴がある。ユーザーの半数以上が10代であり、海外ユーザー比率が30%以上となっている。

## 沿革
- 2011年12月 - nana music, Inc.として米国で法人化。
- 2012年
  - 8月 - iOS版nana 日本リリース。
  - 11月 - iOS版nana 世界リリース。
- 2013年4月 - 日本法人である株式会社nana musicを設立。米国法人から日本法人へ事業移管。
- 2015年6月 - 登録ユーザー数が100万人を突破。
- 2016年
  - 5月 - 登録ユーザー数が200万人を突破。
  - 10月 - 有料課金サービス「nanaプレミアム」開始。
- 2017年
  - 1月 - 登録ユーザー数が300万人を突破。DMM.comが株式会社nana musicの株式を取得し、子会社となる[3]。
  - 6月 - 登録ユーザー数が400万人を突破。
  - 10月 - 登録ユーザー数が500万人を突破。
- 2018年
  - 4月 - 登録ユーザー数が600万人を突破。
  - 11月 - 登録ユーザー数が700万人を突破。

## 関連書籍
- 『歌や演奏の投稿からうまく聴かせるコツまで nanaをもっと楽しむ本』（2017年、ヤマハミュージックメディア） ISBN 4636945913